# مطرب عشق عجب ساز و نوایی دارد
غزلی با مطلع «ایجاد مطرب عشق عجب ساز و نوایی دارد»، غزل شمارهٔ ۱۲۳ از دیوانِ حافظ در تصحیحِ محمد قزوینی و قاسم غنی است.

## در اجراها
عبدالوهاب شهیدی در برنامهٔ شمارهٔ ۱۳۷ از مجموعهٔ گل‌های تازه این غزل و هم‌چنین غزل‌های شاهدان گر دلبری زین‌سان کنند و دلم جز مهر مه‌رویان طریقی بر نمی‌گیرد را در دستگاهِ چهارگاه اجرا کرده‌است.